# Speodiaetus
Speodiaetus es un género de escarabajos de la familia Leiodidae.

## Especies
Se reconocen las siguientes:
- Speodiaetus bucheti
- Speodiaetus galloprovincialis